# Папские апартаменты

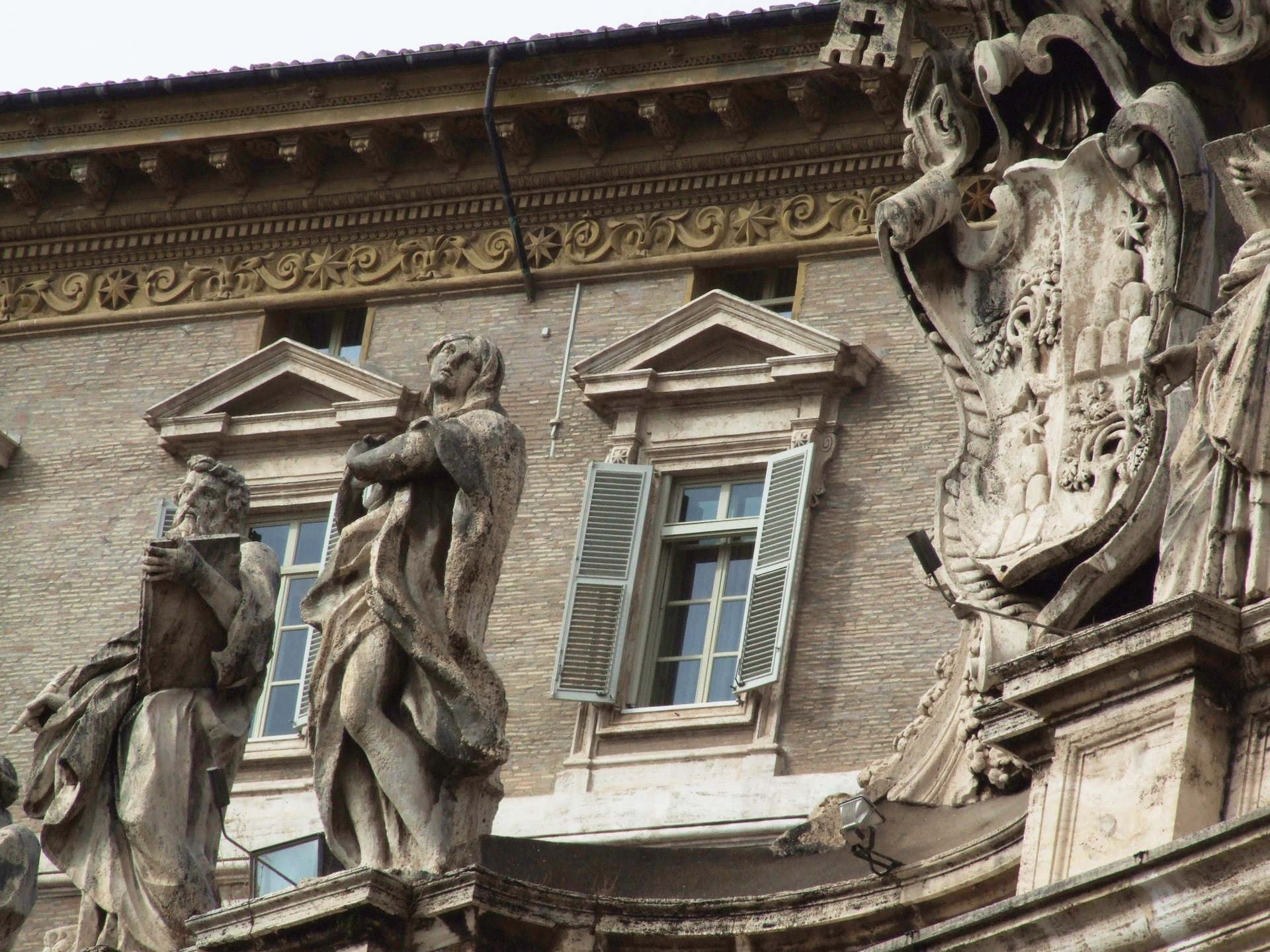
Окно Папы.

Папские апартаменты — это неофициальное обозначение совокупности квартир, являющихся частными, государственными и религиозными, которые охватывают внутренний двор (двор Сикста V, Cortile di Sisto V ) с двух сторон на третьем (верхнем) этаже Апостольского дворца в Ватикане.
С XVII века Папские апартаменты были официальной резиденцией Папы в его религиозном качестве как верховного понтифика. До 1870 года официальной резиденцией Папы в его светском качестве как суверена Папской области был Квиринальский дворец, который в настоящее время является официальной резиденцией президента Итальянской Республики. Папские апартаменты на итальянском языке называются несколькими терминами, включая appartamento nobile и appartamento pontificio.

## Описание
Апартаменты содержат в себе около десяти больших комнат, включая вестибюль, небольшую студию-офис для папского секретаря, частный кабинет понтифика, спальню Папы в углу здания, медицинский люкс (который включает в себя стоматологическое оборудование и оборудование для экстренной хирургии), столовую, небольшую гостиную и кухню. Есть сад на крыше и помещения для персонала из монахинь (немецких бенедиктинок), которые управляют префектурой Папского двора. Именно из окна своего небольшого кабинета Папа по воскресеньям приветствует и благословляет паломников на площади Святого Петра. Частная библиотека описывается как «просторная комната с двумя окнами, выходящими на площадь Святого Петра». Домовая капелла Папы занимает верхний этаж с восточной стороны Cortile di Sisto V.

## Резиденция
Папа обычно живёт в Папских апартаментах, за исключением периода с июля по сентябрь, когда Папский дворец Кастель Гандольфо является официальной летней резиденцией. Трое из шести последних пап, Иоанн XXIII, Иоанн Павел I и Иоанн Павел II, умерли в папских покоях; четвёртый, Павел VI, умер в Кастель-Гандольфо, а пятый, Бенедикт XVI умер в монастыре Монастырь Mater Ecclesiae в Ватикане, где он жил после своей отставки в 2013 году; а шестой, Франциск, умер в Domus Sanctae Marthae, где он жил на протяжении всего своего понтификата.
Папа Лев XIV объявил, что последует традиции многих предшественников и поселится в папских апартаментах.

## Ремонт
Папские апартаменты обычно ремонтируются в соответствии с предпочтениями каждого нового Папы. 
До ремонта в 2005 году, после смерти Папы Иоанна Павла II и избрания Папы Бенедикта XVI, Папские апартаменты, как сообщается, были в аварийном состоянии: «устаревшая мебель и отсутствие освещения», а в подвесном потолке были установлены большие барабаны, чтобы улавливать протечки воды. Ремонт 2005 года, проводившийся в течение трех месяцев, когда Бенедикт находился в летней резиденции в Кастель-Гандольфо, включал строительство новой библиотеки для хранения 20 000 книг Бенедикта (размещенных в том же порядке, что и в его предыдущей резиденции), модернизацию электропроводки (электрические розетки на 125 В, выведенные из эксплуатации в Италии за несколько лет до этого, были заменены розетками на 220 В) и водопроводом (были установлены новые трубы, чтобы заменить «покрытые ржавчиной и известью»).  Была отремонтирована система отопления и отремонтирована кухня, как сообщается, с новыми духовками, плитами и другой бытовой техникой, подаренной немецкой компанией. Полы — мраморные плиты и инкрустация XVI века были восстановлены. Медицинская студия («поспешно установленная в папских помещениях для больного Иоанна Павла II») была отремонтирована и расширена за счет стоматологического оборудования, а папская спальня была полностью переделана. Повсюду были оклеены обои и другая мебель. Над проектом работали более 200 архитекторов, инженеров и рабочих. Бенедикт также перевез в Папские апартаменты личные вещи, в том числе пианино.